# 隅田杏花
隅田 杏花（すみだ きょうか、1996年8月5日 - ）は、日本の女優、タレント、劇団4ドル50セントの元劇団員。神奈川県出身。

## 略歴
- 秋元康produce劇団オーディションに合格し、入団。8月23日の旗揚げ記者発表にて「劇団4ドル50セント」の劇団員としてお披露目された[3][2]。
- 10月5日に堀口紗奈とバラエティユニット「心臓丸」を結成[4]。（コンビとしての活動が正式に発表されたのは2018年9月20日[5]。）
- 2023年4月30日に同劇団を卒業[2]。
- 2023年8月1日、株式会社キューブへの所属が発表された。
- 2025年4月16日、前年3月に結婚したことと妊娠を報告した[1]。

## 出演・書籍

### テレビ

#### ドラマ
- 刑事ゆがみ第7話（2017年11月23日、フジテレビ系列） - エキストラ 役
- こんなところに運命の人（2018年2月26日 - 3月26日、CBCテレビ） - 横尾綾 役[6]
- やれたかも委員会 エピソード1「山なみ編 横たわる山なみ」（2018年4月30日、毎日放送制作・2018年5月2日、TBS系列）
- 婚外恋愛に似たもの 第6話（2018年8月15日、関西テレビ）
- 頭に来てもアホとは戦うな!（2019年4月22日 - 6月25日、日本テレビ系列） - 正田真美 役[7]
- 俺のスカート、どこ行った? 第4話（2019年5月11日、日本テレビ系列） - アパレル店の客 役
- CODE1515 第1話（2020年5月10日、BSフジ）
- 出会い系サイトで70人と実際に会ってその人に合いそうな本をすすめまくった1年間のこと 第6話（2021年4月30日、WOWOWプライム）
- 不適切にもほどがある! [2]第1話・第2話（2024年1月26日・2月2日、TBS） - 金井 役
- 放課後カルテ 第4話（2024年11月2日、日本テレビ） - 亀井藍里 役[8]

#### 音楽番組
- 2018 FNSうたの夏まつり（2018年7月25日、フジテレビ系列）
- PLAYLIST（2018年10月23日、TBS系列）
- 2018 FNS歌謡祭 第2夜（2018年12月12日、フジテレビ系列）

### インターネット
- 婚外恋愛に似たもの第6話（2018年7月27日、dTV）
- 極悪女王（2024年9月19日 - 、Netflix配信ドラマ）- 大森ゆかり 役[9][2]

### 生配信ドラマ
- あなたがいなくて僕たちは（2019年5月17日 - 6月21日、LINE LIVE）

### 映画
- 砕け散るところを見せてあげる （2021年4月9日公開、イオンエンターテイメント） - 京子 役
- 地獄の花園[2] （2021年5月21日公開、ワーナー・ブラザース映画） - 神田の側近 役

### 舞台
| タイトル                                                                           | 役柄                                            | 開催年月日・上演地                                          |
| ---------------------------------------------------------------------------------- | ----------------------------------------------- | ----------------------------------------------------------- |
| 劇団4ドル50セント プレ公演 『The Making of $4.50「夢を見たけりゃ、目を開けろ。」』 | (本人役)                                        | 2017年11月3日 - 5日 南青山 スパイラルホール                 |
| 劇団4ドル50セント 旗揚げ本公演 『新しき国』                                        | オニギリ 役                                     | 2018年2月8日 - 12日 新宿 紀伊國屋ホール                     |
| 劇団4ドル50セント 週末定期公演 Vol.1 『夜明けのスプリット』                        | 甲組・サマンサ 役                               | 2018年6月30日 - 8月3日 新宿 KeyStudio                       |
| 劇団4ドル50セント 週末定期公演 Vol.2 『夜明けのスプリット』                        | 乙組・ジュン 役 マッドシャッフル公演・アマノ 役 | 2018年8月11日 - 9月14日 新宿 KeyStudio                      |
| 劇団4ドル50セント 第2回本公演 『ピエロになりたい』                                 | ブー 役                                         | 2018年11月22日 - 12月2日 有楽町 オルタナティブシアター      |
| 劇団さまぁ〜ず 旗揚げ公演 『新説・桃太郎』                                         | 鬼C 役                                          | 2019年3月26日 草月ホール                                    |
| 劇団4ドル50セント スマホドラマ 『－劇場版－ あなたがいなくて僕たちは』             | (本人役)                                        | 2019年7月3日 - 7日 原宿駅前ステージ                         |
| 制作「山口ちはる」プロデュース 『快物』                                            | 堂夏夕菜 役                                     | 2019年11月1日 - 10日 下北沢「劇」小劇場                     |
| 劇団4ドル50セント×柿喰う客 コラボ公演 『アセリ教育』                               | 生徒 役                                         | 2020年1月31日 - 2月9日 DDD青山クロスシアター                |
| 劇団4ドル50セント OPENREC.tv公演 劇団4ドル50セント×劇団ガバメンツ 『LAUGH DRAFT』  | オカさん 役                                     | 2020年8月4日 8月17日 - 8月18日 8月24日 - 8月26日 OPENREC.tv |
| 『フラガール -dance for smile-』                                                   | 熊野小百合 役                                   | 2021年4月3日 - 4月12日 Bunkamura シアターコクーン           |
| 劇団4ドル50セント × Mrs.fictionsコラボ公演 『伯爵のおるすばん』                    | (未発表)                                        |                                                             |

### イベント
- Rakuten GirlsAward 2017 AUTUMN/WINTER オープニングアクト（2017年9月16日、幕張メッセ）
- LAGUNA MUSIC FES.2018 新春スペシャル （2018年1月4日、ラグーナテンボス）
- 「本日は晴天なり (お笑い芸人)のオキニライブ」（2018年9月27日、秋葉原ZERO-G）[20]
- 心臓丸のトーク丸
  - 心臓丸のトーク丸#1 [21]（2019年1月6日、BOND）
  - 心臓丸のトーク丸#2（2019年2月10日、BOND）
  - 心臓丸のトーク丸#3 [22]（2019年6月1日、BOND）
  - 心臓丸のトーク丸#4（2019年7月21日、BOND）
  - 心臓丸のトーク丸#5（2020年1月12日、BOND）
- マイナビ presents 第28回 東京ガールズコレクション 2019 SPRING/SUMMER オープニングアクト（2019年3月30日、横浜アリーナ）
- 今泉佑唯 第一回ファンミーティング[23]（2019年4月19日、新宿 紀伊國屋ホール）

### お笑い賞レース
- 女芸人No.1決定戦 THE W
  - 2017年度(第1回) 1回戦（2017年10月16日、中目黒キンケロ・シアター） - 秋元康プロデュース「劇団4ドル50セント」として出場。[24]
  - 2017年度(第2回) 2回戦（2017年11月9日、中目黒キンケロ・シアター）
  - 2018年度(第2回) 1回戦（2018年9月30日、中目黒キンケロ・シアター） - 「心臓丸」として出場。
  - 2019年度(第3回) 1回戦（2019年8月27日、中目黒キンケロ・シアター）
  - 2019年度(第3回) 2回戦（2019年9月28日、中目黒キンケロ・シアター）
- M-1グランプリ
  - 2018年度(第14回) 1回戦（エントリーNo.3355、2018年9月26日、新宿シアターモリエール）[4]

### 雑誌
- 月刊ENTAME 2017年 12月号（発売日 10月30日）
- la farfa 2018年 3月号[25]（発売日 1月20日）